# 吉明东
吉明东（1964年11月—），湖北松滋人，汉族，中国共产党党员。中华人民共和国政治人物、第十三届全国人民代表大会湖北省代表。

## 生平
2018年，吉明东被选为湖北省出席第十三届全国人民代表大会代表。